# Кайболово (Тосненский район)
Ка́йболово (фин. Kaipala) — деревня в Форносовском городском поселении Тосненского района Ленинградской области.

## История
На карте Ингерманландии А. И. Бергенгейма, составленной по шведским материалам 1676 года, обозначена деревня Kaipala.
На шведской «Генеральной карте провинции Ингерманландии» 1704 года, составленной по материалам 1678 года, — Kaibala.
Деревня Канбала нанесена на «Географическом чертеже Ижорской земли» Адриана Шонбека 1705 года.
На карте Санкт-Петербургской губернии Ф. Ф. Шуберта 1834 года обозначена деревня Кайболово.

КАЙБОЛО — деревня принадлежит Буксгевдена, графа, наследникам, число жителей по ревизии: 24 м. п., 26 ж. п. (1838 год)

В пояснительном тексте к этнографической карте Санкт-Петербургской губернии П. И. Кёппена 1849 года она записана как деревня Kaibala (Кайболо) и указано количество её жителей на 1848 год: эвремейсов — 28 м. п., 34 ж. п., всего 62 человека.
На карте профессора С. С. Куторги 1852 года деревня обозначена как Кайбалова.

КАЙБОЛОВО — деревня господина Вонлярлярского, по просёлочной дороге, число дворов — 12, число душ — 33 м. п. (1856 год)

Согласно «Топографической карте частей Санкт-Петербургской и Выборгской губерний» 1860 года деревня называлась Кайбалова и насчитывала 15 дворов. В деревне находились: кирха финского лютеранского прихода Лииссиля, дом пастора и два дома лукаря.

КАЙБОЛОВО — деревня владельческая при колодцах, число дворов — 13, число жителей: 44 м. п., 43 ж. п.

ПАСТОРА — дома при колодце, число дворов — 2, число жителей: 3 м. п., 4 ж. п.; Лютеранская кирка. (1862 год)

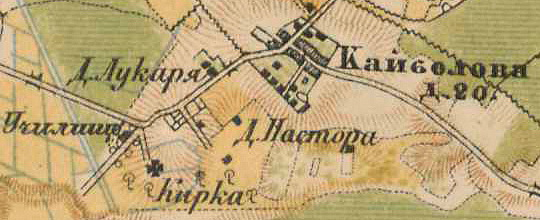
План деревни Кайболово. 1885 год

В 1885 году деревня называлась Кайболова и насчитывала 20 дворов. На южной окраине деревни находилась кирха.
В конце XIX века деревня административно относилась к Лисинской волости 1-го стана Царскосельского уезда Санкт-Петербургской губернии, в начале XX века — 4-го стана. По приходским данным население деревни было исключительно финским.
К 1913 году количество дворов в деревне Кайболово увеличилось до 22.
С 1917 по 1923 год деревня Кайболово входила в состав Кайболовского сельсовета Лисинской волости Детскосельского уезда.
С 1923 года в составе Троцкого уезда.
С 1924 года в составе Погинского сельсовета.
Согласно данным переписи населения СССР 1926 года в деревне Кайболово проживали 159 человек — большинство финны, а также русские.
С 1927 года в составе Детскосельского района.
В 1928 году население деревни составляло 251 человек.
С 1930 года, в составе Тосненского района.

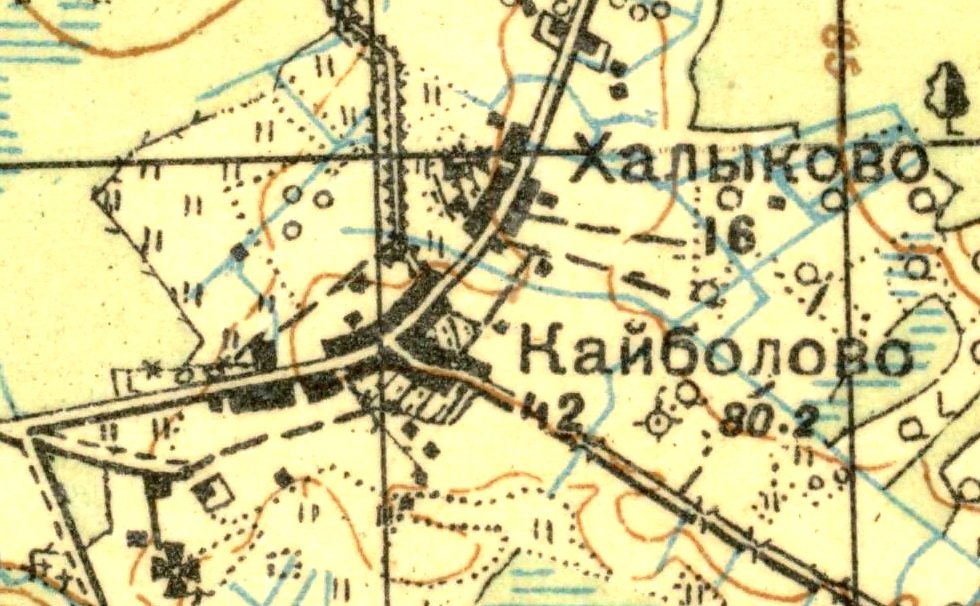
План деревни Кайболово. 1931 год

Согласно топографической карте 1931 года деревня насчитывала 42 двора, на южной окраине деревни находилась лютеранская церковь Святого Иоанна.
По данным 1933 года деревня Кайболово входила в состав Погинского финского национального сельсовета Тосненского района.

План деревни Кайболово. 1939 год

Согласно топографической карте выпуска 1939 года деревня насчитывала 31 двор.
Деревня была освобождена от немецко-фашистских оккупантов 27 января 1944 года.
С 1965 года в составе Фёдоровского сельсовета. В 1965 году население деревни Кайболово составляло 69 человек.
По данным 1966, 1973 и 1990 годов деревня Кайболово также находились в составе Фёдоровского сельсовета.
Ещё в 1966 году в составе Погинского избирательного участка № 170/170, образованного перед выборами в Верховный Совет СССР, помимо прочих указана деревня Халково (на картах Халоково), расположенная на картах смежно северо-восточнее Кайболово.
В составе Погинского избирательного участка № 179/179, образованного перед выборами в Верховный Совет СССР 1970 года, деревня Халково не указана. При этом в книге Т. Н. Минниковой «Оккупация: историко-психологические аспекты (Ленинградская область: Тосненский район)» деревня Халоково обозначена как не возрождённая после войны.
В 1997 году в деревне Кайболово Фёдоровской волости проживали 7 человек, в 2002 году — 4 человека (все русские).
В 2007 году в деревне Кайболово Форносовского ГП — 3 человека.

## География
Деревня расположена в северо-западной части района на автодороге 41К-170 (Поги — Новолисино), к юго-востоку от административного центра поселения — посёлка Форносово.
Расстояние до административного центра поселения — 8 км.
Расстояние до ближайшей железнодорожной станции Новолисино — 9 км.

## Демография
| 1862 | 2007 | 2010 | 2017 |
| ---- | ---- | ---- | ---- |
| 87   | ↘3   | ↘0   | ↗2   |

## Фото

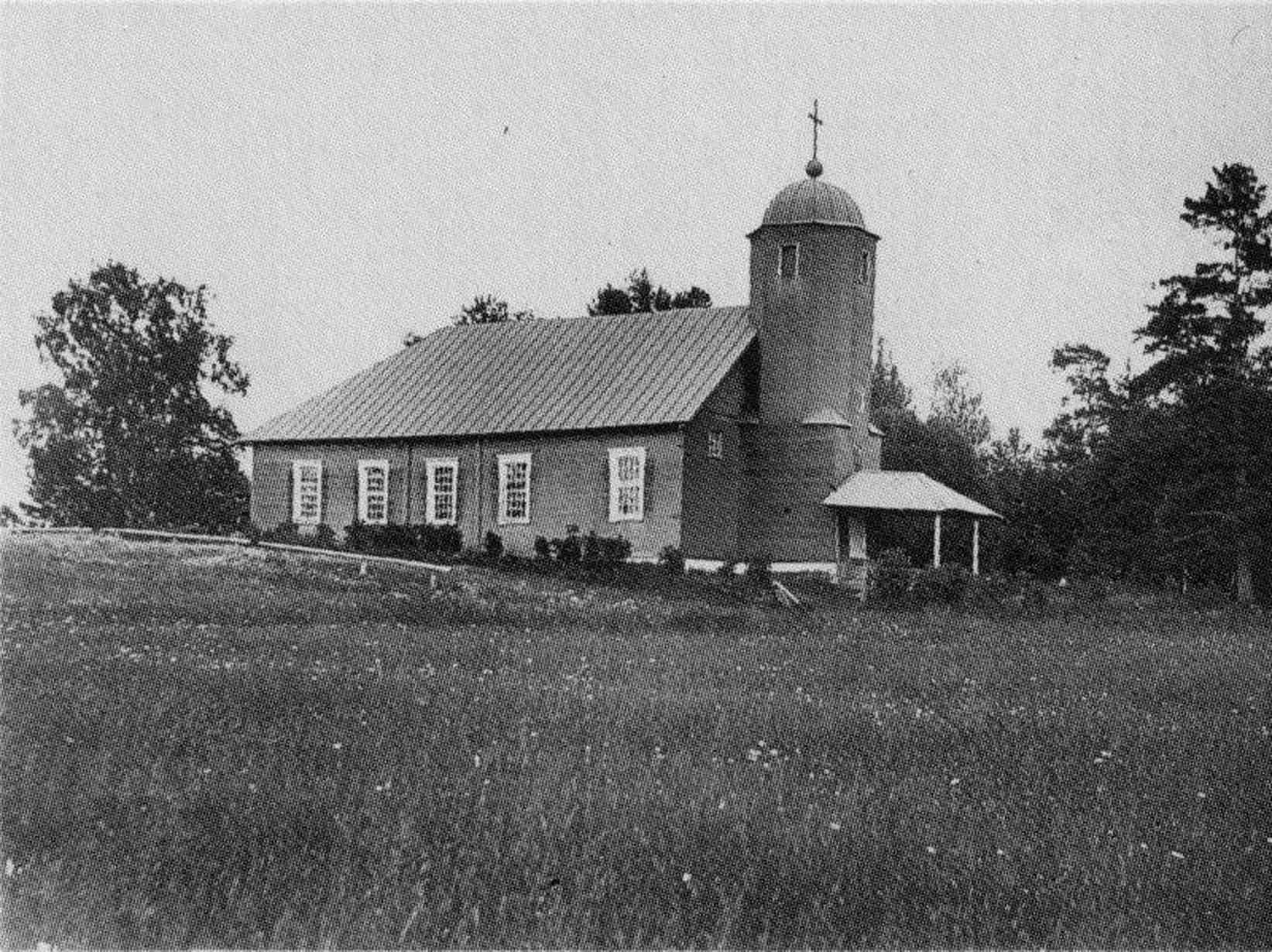
Кирха Святого Иоанна в Кайболове. Фото 1910-х годов

## Улицы
Церковная.